# Medalhistas olímpicos da canoagem (feminino)

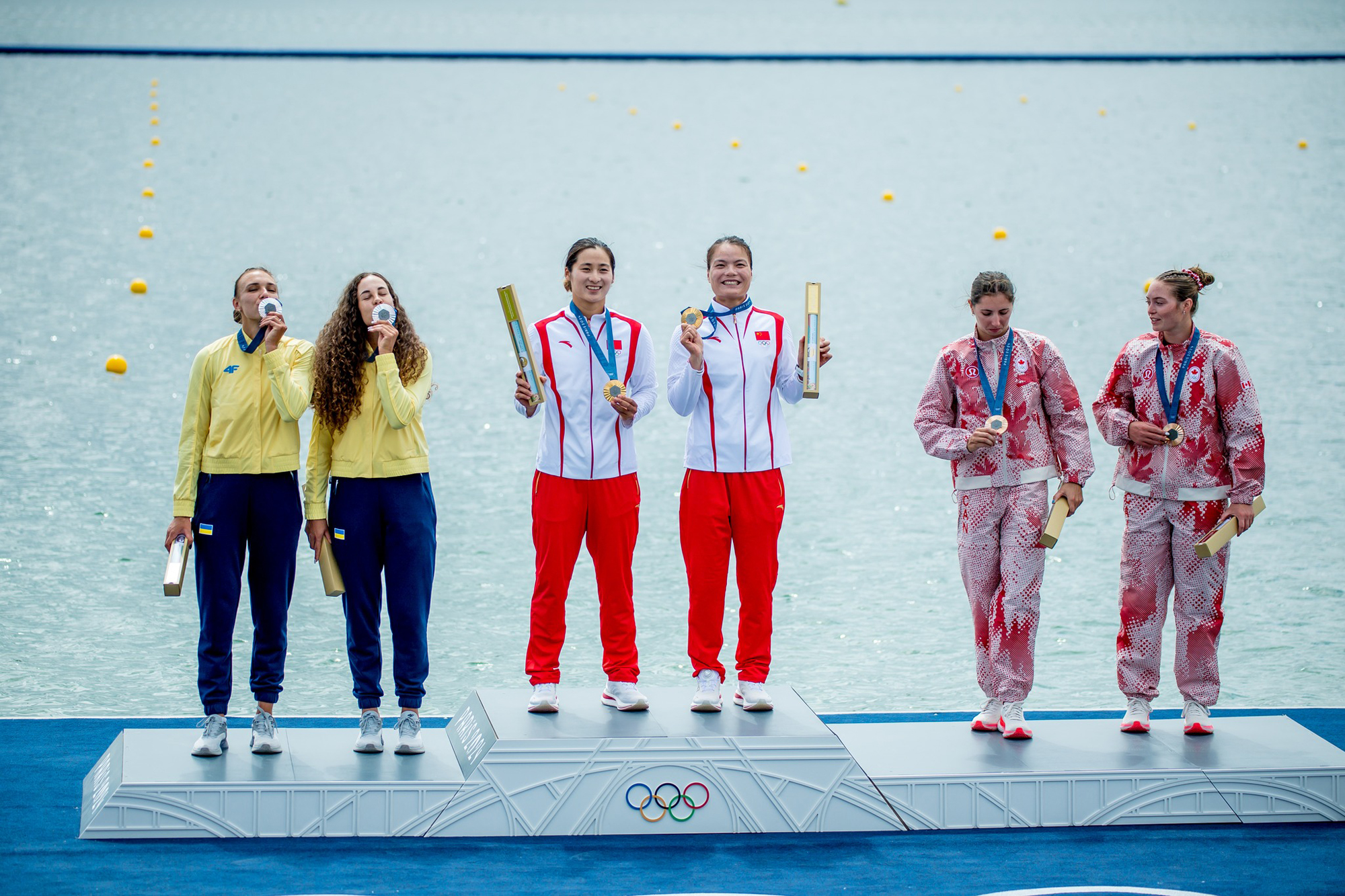
Medalhistas do C-2 500 m feminino da canoagem de velocidade em Paris 2024

A canoagem é um esporte disputado em Jogos Olímpicos desde Londres 1948. Em sua história, teve provas disputadas em diversas distâncias. A partir de Londres 2012, o programa feminino da modalidade foi acrescido da prova K-1 200 m, que substituiu um evento masculino. Estas são as medalhistas olímpicas do esporte:

## Programa atual

### Slalom

#### C-1
| Evento                 | Ouro                      | Prata                             | Bronze                           |
| ---------------------- | ------------------------- | --------------------------------- | -------------------------------- |
| Tóquio 2020 (detalhes) | Jessica Fox AUS Austrália | Mallory Franklin GBR Grã-Bretanha | Andrea Herzog GER Alemanha       |
| Paris 2024 (detalhes)  | Jessica Fox AUS Austrália | Elena Lilik GER Alemanha          | Evy Leibfarth USA Estados Unidos |

#### K-1
| Evento                    | Ouro                                    | Prata                                  | Bronze                                      |
| ------------------------- | --------------------------------------- | -------------------------------------- | ------------------------------------------- |
| Munique 1972 (detalhes)   | Angelika Bahmann GDR Alemanha Oriental  | Gisela Grothaus FRG Alemanha Ocidental | Magdalena Wunderlich FRG Alemanha Ocidental |
| Barcelona 1992 (detalhes) | Elisabeth Micheler GER Alemanha         | Danielle Woodward AUS Austrália        | Dana Chladek USA Estados Unidos             |
| Atlanta 1996 (detalhes)   | Štěpánka Hilgertová CZE República Checa | Dana Chladek USA Estados Unidos        | Myriam Fox-Jerusalmi FRA França             |
| Sydney 2000 (detalhes)    | Štěpánka Hilgertová CZE República Checa | Brigitte Guibal FRA França             | Anne-Lise Bardet FRA França                 |
| Atenas 2004 (detalhes)    | Elena Kaliská SVK Eslováquia            | Rebecca Giddens USA Estados Unidos     | Helen Reeves GBR Grã-Bretanha               |
| Pequim 2008 (detalhes)    | Elena Kaliská SVK Eslováquia            | Jacqueline Lawrence AUS Austrália      | Violetta Oblinger-Peters AUT Áustria        |
| Londres 2012 (detalhes)   | Émilie Fer FRA França                   | Jessica Fox AUS Austrália              | Maialen Chourraut ESP Espanha               |
| Rio 2016 (detalhes)       | Maialen Chourraut ESP Espanha           | Luuka Jones NZL Nova Zelândia          | Jessica Fox AUS Austrália                   |
| Tóquio 2020 (detalhes)    | Ricarda Funk GER Alemanha               | Maialen Chourraut ESP Espanha          | Jessica Fox AUS Austrália                   |
| Paris 2024 (detalhes)     | Jessica Fox AUS Austrália               | Klaudia Zwolińska POL Polônia          | Kimberley Woods GBR Grã-Bretanha            |

#### Caiaque cross
| Evento                | Ouro                     | Prata                 | Bronze                           |
| --------------------- | ------------------------ | --------------------- | -------------------------------- |
| Paris 2024 (detalhes) | Noemie Fox AUS Austrália | Angèle Hug FRA França | Kimberley Woods GBR Grã-Bretanha |

### Velocidade

#### C-1 200 m
| Evento                 | Ouro                              | Prata                                | Bronze                      |
| ---------------------- | --------------------------------- | ------------------------------------ | --------------------------- |
| Tóquio 2020 (detalhes) | Nevin Harrison USA Estados Unidos | Laurence Vincent Lapointe CAN Canadá | Liudmyla Luzan UKR Ucrânia  |
| Paris 2024 (detalhes)  | Katie Vincent CAN Canadá          | Nevin Harrison USA Estados Unidos    | Yarisleidis Cirilo CUB Cuba |

#### C-2 500 m
| Evento                 | Ouro                            | Prata                                              | Bronze                                             |
| ---------------------- | ------------------------------- | -------------------------------------------------- | -------------------------------------------------- |
| Tóquio 2020 (detalhes) | CHN China Xu Shixiao Sun Mengya | UKR Ucrânia Liudmyla Luzan Anastasiia Chetverikova | CAN Canadá Laurence Vincent Lapointe Katie Vincent |
| Paris 2024 (detalhes)  | CHN China Xu Shixiao Sun Mengya | UKR Ucrânia Liudmyla Luzan Anastasiia Rybachok     | CAN Canadá Sloan MacKenzie Katie Vincent           |

#### K-1 500 m
| Evento                           | Ouro                                      | Prata                                         | Bronze                                 |
| -------------------------------- | ----------------------------------------- | --------------------------------------------- | -------------------------------------- |
| Londres 1948 (detalhes)          | Karen Hoff DEN Dinamarca                  | Alida van der Anker-Doedens NED Países Baixos | Fritzi Schwingl AUT Áustria            |
| Helsinque 1952 (detalhes)        | Sylvi Saimo FIN Finlândia                 | Gertrude Liebhart AUT Áustria                 | Nina Savina URS União Soviética        |
| Melbourne 1956 (detalhes)        | Yelizaveta Dementyeva URS União Soviética | Therese Zenz EUA Equipe Alemã Unida           | Tove Søby DEN Dinamarca                |
| Roma 1960 (detalhes)             | Antonina Seredina URS União Soviética     | Therese Zenz EUA Equipe Alemã Unida           | Daniela Walkowiak POL Polônia          |
| Tóquio 1964 (detalhes)           | Lyudmila Pinayeva URS União Soviética     | Hilde Lauer ROU Romênia                       | Marcia Jones USA Estados Unidos        |
| Cidade do México 1968 (detalhes) | Lyudmila Pinayeva URS União Soviética     | Renate Breuer FRG Alemanha Ocidental          | Viorica Dumitru ROU Romênia            |
| Munique 1972 (detalhes)          | Yulia Ryabchinskaya URS União Soviética   | Mieke Jaapies NED Países Baixos               | Anna Pfeffer HUN Hungria               |
| Montreal 1976 (detalhes)         | Carola Zirzow GDR Alemanha Oriental       | Tatyana Korshunova URS União Soviética        | Klára Rajnai HUN Hungria               |
| Moscou 1980 (detalhes)           | Birgit Fischer GDR Alemanha Oriental      | Vanya Gesheva BUL Bulgária                    | Antonina Melnikova URS União Soviética |
| Los Angeles 1984 (detalhes)      | Agneta Andersson SWE Suécia               | Barbara Schüttpelz FRG Alemanha Ocidental     | Annemiek Derckx NED Países Baixos      |
| Seul 1988 (detalhes)             | Vanya Gesheva BUL Bulgária                | Birgit Schmidt GDR Alemanha Oriental          | Izabela Dylewska POL Polônia           |
| Barcelona 1992 (detalhes)        | Birgit Schmidt GER Alemanha               | Rita Kőbán HUN Hungria                        | Izabela Dylewska POL Polônia           |
| Atlanta 1996 (detalhes)          | Rita Kőbán HUN Hungria                    | Caroline Brunet CAN Canadá                    | Josefa Idem ITA Itália                 |
| Sydney 2000 (detalhes)           | Josefa Idem Guerrini ITA Itália           | Caroline Brunet CAN Canadá                    | Katrin Borchert AUS Austrália          |
| Atenas 2004 (detalhes)           | Natasa Janics HUN Hungria                 | Josefa Idem Guerrini ITA Itália               | Caroline Brunet CAN Canadá             |
| Pequim 2008 (detalhes)           | Inna Osypenko UKR Ucrânia                 | Josefa Idem ITA Itália                        | Katrin Wagner-Augustin GER Alemanha    |
| Londres 2012 (detalhes)          | Danuta Kozák HUN Hungria                  | Inna Osypenko UKR Ucrânia                     | Bridgitte Hartley RSA África do Sul    |
| Rio 2016 (detalhes)              | Danuta Kozák HUN Hungria                  | Emma Jørgensen DEN Dinamarca                  | Lisa Carrington NZL Nova Zelândia      |
| Tóquio 2020 (detalhes)           | Lisa Carrington NZL Nova Zelândia         | Tamara Csipes HUN Hungria                     | Emma Jørgensen DEN Dinamarca           |
| Paris 2024 (detalhes)            | Lisa Carrington NZL Nova Zelândia         | Tamara Csipes HUN Hungria                     | Emma Jørgensen DEN Dinamarca           |

#### K-2 500 m
| Evento                           | Ouro                                                       | Prata                                               | Bronze                                                                 |
| -------------------------------- | ---------------------------------------------------------- | --------------------------------------------------- | ---------------------------------------------------------------------- |
| Roma 1960 (detalhes)             | URS União Soviética Mariya Shubina Antonina Seredina       | EUA Equipe Alemã Unida Therese Zenz Ingrid Hartmann | HUN Hungria Klára Bánfalvi-Fried Vilma Egresi                          |
| Tóquio 1964 (detalhes)           | EUA Equipe Alemã Unida Roswitha Esser Annemarie Zimmermann | USA Estados Unidos Francine Fox Glorianne Perrier   | ROU Romênia Hilde Lauer Cornelia Sideri                                |
| Cidade do México 1968 (detalhes) | FRG Alemanha Ocidental Roswitha Esser Annemarie Zimmermann | HUN Hungria Anna Pfeffer Katalin Rozsnyói           | URS União Soviética Lyudmila Pinayeva Antonina Seredina                |
| Munique 1972 (detalhes)          | URS União Soviética Lyudmila Pinayeva Kateryna Kuryshko    | GDR Alemanha Oriental Ilse Kaschube Petra Grabowski | ROU Romênia Maria Nichiforov Viorica Dumitru                           |
| Montreal 1976 (detalhes)         | URS União Soviética Nina Gopova Galina Kreft               | HUN Hungria Anna Pfeffer Klára Rajnai               | GDR Alemanha Oriental Bärbel Köster Carola Zirzow                      |
| Moscou 1980 (detalhes)           | GDR Alemanha Oriental Carsta Genäuss Martina Bischof       | URS União Soviética Galina Kreft Nina Gopova        | HUN Hungria Éva Rakusz Mária Zakariás                                  |
| Los Angeles 1984 (detalhes)      | SWE Suécia Agneta Andersson Anna Olsson                    | CAN Canadá Alexandra Barré Sue Holloway             | FRG Alemanha Ocidental Josefa Idem Barbara Schüttpelz                  |
| Seul 1988 (detalhes)             | GDR Alemanha Oriental Birgit Schmidt Anke Nothnagel        | BUL Bulgária Vanya Gesheva Diana Paliyska           | NED Países Baixos Annemiek Derckx Annemarie Cox                        |
| Barcelona 1992 (detalhes)        | GER Alemanha Ramona Portwich Anke von Seck                 | SWE Suécia Agneta Andersson Susanne Gunnarsson      | HUN Hungria Rita Kőbán Éva Dónusz                                      |
| Atlanta 1996 (detalhes)          | SWE Suécia Susanne Gunnarsson Agneta Andersson             | GER Alemanha Birgit Fischer Ramona Portwich         | AUS Austrália Anna Wood Katrin Borchert                                |
| Sydney 2000 (detalhes)           | GER Alemanha Birgit Fischer Katrin Wagner                  | HUN Hungria Katalin Kovács Szilvia Szabó            | POL Polônia Aneta Pastuszka Beata Sokołowska                           |
| Atenas 2004 (detalhes)           | HUN Hungria Katalin Kovács Natasa Janics                   | GER Alemanha Birgit Fischer Carolin Leonhardt       | POL Polônia Aneta Pastuszka Beata Sokołowska                           |
| Pequim 2008 (detalhes)           | HUN Hungria Katalin Kovács Natasa Janics                   | POL Polônia Beata Mikołajczyk Aneta Konieczna       | FRA França Marie Delattre Anne-Laure Viard                             |
| Londres 2012 (detalhes)          | GER Alemanha Franziska Weber Tina Dietze                   | HUN Hungria Katalin Kovács Natasa Dusev-Janics      | POL Polônia Beata Mikołajczyk Karolina Naja                            |
| Rio 2016 (detalhes)              | HUN Hungria Gabriella Szabó Danuta Kozák                   | GER Alemanha Franziska Weber Tina Dietze            | POL Polônia Beata Mikołajczyk Karolina Naja                            |
| Tóquio 2020 (detalhes)           | NZL Nova Zelândia Lisa Carrington Caitlin Regal            | POL Polônia Karolina Naja Anna Puławska             | HUN Hungria Danuta Kozák Dóra Bodonyi                                  |
| Paris 2024 (detalhes)            | NZL Nova Zelândia Lisa Carrington Alicia Hoskin            | HUN Hungria Tamara Csipes Alida Dóra Gazsó          | GER Alemanha Paulina Paszek Jule Hake HUN Hungria Noémi Pupp Sára Fojt |

#### K-4 500 m
| Evento                      | Ouro                                                                              | Prata                                                                               | Bronze                                                                                  |
| --------------------------- | --------------------------------------------------------------------------------- | ----------------------------------------------------------------------------------- | --------------------------------------------------------------------------------------- |
| Los Angeles 1984 (detalhes) | ROU Romênia Agafia Constantin Nastasia Ionescu Tecla Marinescu Maria Ştefan       | SWE Suécia Agneta Andersson Anna Olsson Eva Karlsson Susanne Wiberg                 | CAN Canadá Alexandra Barré Lucie Guay Sue Holloway Barbara Olmsted                      |
| Seul 1988 (detalhes)        | GDR Alemanha Oriental Birgit Schmidt Anke Nothnagel Ramona Portwich Heike Singer  | HUN Hungria Erika Géczi Erika Mészáros Éva Rakusz Rita Kőbán                        | BUL Bulgária Vanya Gesheva Diana Paliyska Ognyana Petrova Borislava Ivanova             |
| Barcelona 1992 (detalhes)   | HUN Hungria Rita Kőbán Éva Dónusz Erika Mészáros Kinga Czigány                    | GER Alemanha Katrin Borchert Ramona Portwich Birgit Schmidt Anke von Seck           | SWE Suécia Anna Olsson Agneta Andersson Maria Haglund Susanne Rosenqvist                |
| Atlanta 1996 (detalhes)     | GER Alemanha Anett Schuck Birgit Fischer Manuela Mucke Ramona Portwich            | SUI Suíça Gabi Müller Ingrid Haralamow Sabine Eichenberger Daniela Baumer           | SWE Suécia Susanne Rosenqvist Anna Olsson Ingela Ericsson Agneta Andersson              |
| Sydney 2000 (detalhes)      | GER Alemanha Birgit Fischer Manuela Mucke Anett Schuck Katrin Wagner              | HUN Hungria Rita Kőbán Katalin Kovács Szilvia Szabó Erzsébet Viski                  | ROU Romênia Raluca Ioniță Mariana Limbău Elena Radu Sanda Toma                          |
| Atenas 2004 (detalhes)      | GER Alemanha Birgit Fischer Maike Nollen Katrin Wagner Carolin Leonhardt          | HUN Hungria Katalin Kovács Szilvia Szabó Erzsébet Viski Kinga Bóta                  | UKR Ucrânia Inna Osypenko Tetyana Semykina Hanna Balabanova Olena Cherevatova           |
| Pequim 2008 (detalhes)      | GER Alemanha Fanny Fischer Nicole Reinhardt Katrin Wagner-Augustin Conny Wassmuth | HUN Hungria Katalin Kovács Gabriella Szabó Danuta Kozák Natasa Janics               | AUS Austrália Lisa Oldenhof Hannah Davis Chantal Meek Lyndsie Fogarty                   |
| Londres 2012 (detalhes)     | HUN Hungria Gabriella Szabó Danuta Kozák Katalin Kovács Krisztina Fazekas         | GER Alemanha Carolin Leonhardt Franziska Weber Katrin Wagner-Augustin Tina Dietze   | BLR Bielorrússia Iryna Pamialova Nadzeya Papok Volha Khudzenka Marina Pautaran          |
| Rio 2016 (detalhes)         | HUN Hungria Gabriella Szabó Danuta Kozák Tamara Csipes Krisztina Fazekas          | GER Alemanha Sabrina Hering Franziska Weber Steffi Kriegerstein Tina Dietze         | BLR Bielorrússia Marharyta Makhneva Nadzeya Liapeshka Volha Khudzenka Marina Litvinchuk |
| Tóquio 2020 (detalhes)      | HUN Hungria Danuta Kozák Tamara Csipes Anna Kárász Dóra Bodonyi                   | BLR Bielorrússia Marharyta Makhneva Nadzeya Papok Volha Khudzenka Marina Litvinchuk | POL Polônia Karolina Naja Anna Puławska Justyna Iskrzycka Helena Wiśniewska             |
| Paris 2024 (detalhes)       | NZL Nova Zelândia Lisa Carrington Alicia Hoskin Olivia Brett Tara Vaughan         | GER Alemanha Paulina Paszek Jule Hake Pauline Jagsch Sarah Brüßler                  | HUN Hungria Noémi Pupp Sára Fojt Tamara Csipes Alida Dóra Gazsó                         |

## Eventos passados

### Velocidade

#### K-1 200 m
| Evento                  | Ouro                              | Prata                           | Bronze                                |
| ----------------------- | --------------------------------- | ------------------------------- | ------------------------------------- |
| Londres 2012 (detalhes) | Lisa Carrington NZL Nova Zelândia | Inna Osypenko UKR Ucrânia       | Natasa Dusev-Janics HUN Hungria       |
| Rio 2016 (detalhes)     | Lisa Carrington NZL Nova Zelândia | Marta Walczykiewicz POL Polônia | Inna Osypenko-Radomska AZE Azerbaijão |
| Tóquio 2020 (detalhes)  | Lisa Carrington NZL Nova Zelândia | Teresa Portela ESP Espanha      | Emma Jørgensen DEN Dinamarca          |